# 十市御縣坐神社
十市御縣坐神社（とおちのみあがたにますじんじゃ）は、奈良県橿原市にある神社。天平3年（730年）の『大倭国正税帳』（正倉院文書）に「十市御県神戸」とあり、奈良時代以前から続く古社である。式内大社で、旧社格は村社。

## 祭神
- 主祭神：豊受大神
- 配祀：市杵島姫命
  - 社伝では『孝霊天皇記』に見える十市県主の祖の大目を祭神とする。十市県主五十坂彦の娘である五十坂媛は孝安天皇の皇后である。また、大目の娘である細媛命は孝霊天皇皇后である。

## 歴史
同社の創建年代等については不詳であるが、『延喜式』にも記載された古社である。古くから皇室の御料地であり、天皇に献上するための蔬菜を栽培する神聖な菜園の霊を祀り、高市、葛木、十市、志貴、山辺、曽布と共に「大和国六御県神社」の一座として朝廷からの尊崇が篤く、天安3年（859年）1月27日に神階が従五位上に昇り、神封が充てられ、醍醐天皇の代、延喜の制には大社に列し、祈年、月次、新甞の案上、官幣に預かった。江戸時代には「十三社（所）大明神」とも称されたが、延喜式の「十市御県坐神社」に充てられた。

## 例祭
- 5月5日
- 10月15日